# Danas
Danas – serbski dziennik. Został założony w 1997 roku.
Danas powstał jako niezależny, proeuropejski dziennik, krytykujący reżim ówczesnego prezydenta Jugosławii Slobodana Miloševicia. Gazeta jest własnością belgradzkiej kompanii Dan Graf d.o.o.. Akcjonariuszami są z kolei założyciele dziennika, w tym między innymi Dušan Mitrović, Radomir Ličina i Zdravko Huber. Gazeta skupia się przede wszystkim na tematach związanych z państwami byłej Jugosławii, socjaldemokracją, integracją europejską oraz ochronią praw człowieka i mniejszości etnicznych.